# Дюлоран, Анри Жозеф
Анри́ Жозе́ф Дюлоран (Дю Лоран, фр. Henri Joseph Dulaurens, Du Laurens, настоящая фамилия — Лоран, Laurent; крещён 27 марта 1719, Дуэ — 17 августа 1793, Мариенборн, ныне часть Майнца) — французский писатель и философ, бывший монах.

## Биография
Родился в семье хирурга, образование получил в иезуитской коллегии. В 18 лет принёс монашеские обеты, но стремительно разочаровался в католицизме, покинул монастырь и начал публиковать антиклерикальные памфлеты.
В 1761 году Дюлоран обосновался в Париже, где развернул бурную литературную деятельность, публикуя (как анонимно, так под чужими или вымышленными именами) множество сочинений как в стихах, так и в прозе.

### «Кум Матьё»
В 1766 году Дюлоран выпустил лучшее своё произведение — «Кум Матьё, или Превратности человеческого ума» (фр. Le Compère Matthieu, ou les Bigarrures de l’esprit humain), сатирический роман с главным героем по имени Кум Матьё, по прозвищу Философ. Роман обличал фанатизм, нетерпимость и лицемерие. Был затем схвачен церковными властями, приговорён к пожизненному заключению и умер в заключении много лет спустя.
Вольтер высоко отзывался о романе Дюлорана; знал он, по-видимому, и о судьбе писателя, осуждённого пожизненно, а потому мог не опасаться навредить Дюлорану, приписав ему новую повесть «Простодушный» (уже осенью 1767 запрещённую церковной цензурой).

### Русский перевод романа «Кум Матьё»
В 1803 году появился русский перевод романа, который был тут же запрещён. Запрет был позже снят, но переводчик и цензор П. А. Пельский (1763/1765 — 1803), разрешивший выпустить книгу в свет, подвёргся неким неприятностям, с которыми современники связали его смерть. В некрологе говорилось: «отважная предприимчивость перевести книгу „Кум Матвей“, сочинения чрезвычайно дерзкого, послужила причиной его преждевременной смерти».